# Special Broadcasting Service
De Special Broadcasting Service is een van de twee door de Australische overheid gefinancierde publieke televisie- en radiostations. De andere zender zendt uit onder de naam ABC. De zender heeft tot doel om meertalige en multiculturele radio en televisie uit te zenden, en zendt informatieve en educatieve programma's en amusement uit voor alle Australische inwoners. De achterliggende gedachte is om zo een goede afspiegeling te geven van de multiculturele samenleving in Australië.

## Geschiedenis
In 1975 introduceerde de Australische overheid het Medibank-zorgverzekeringsplan. Dit leidde tot de oprichting van twee etnische radiostations, 2EA in Sydney en 3EA in Melbourne omdat er zorgen waren over dat minderheden in hun eigen taal niet goed konden worden voorgelicht. Deze zenders begonnen met uitzenden op juni 1975 in 7 talen.
In het daaropvolgende jaar werd door de overheid the Consultative Committee on Ethnic Broadcasting (het comité ter consultatie omtrent etnisch gerichte uitzendingen) opgericht. Op aanraden van dit comité en de opvolgers daarvan werd de 'Broadcasting and Television act 1942' (de uitzend- en televisiewet 1942) aangenomen ter oprichting van the Special Broadcasting Service. Deze wet werd van kracht op 1 januari 1978 waardoor de nieuwe zender de verantwoordelijkheid kreeg voor de stations 2EA en 3EA.
SBS TV begon met testuitzendingen in april 1979 die bestonden uit verscheidene buitenlandse taalprogramma's op het station ABV-2 Melbourne en ABN-2 Sydney op zaterdag en zondag morgen. SBS TV begon met volledige dagprogramma's op 24 oktober 1980 onder de naam channel 0/28. Gedurende deze periode zond SBS TV uit op UHF Channel 28 en VHF Channel, waarbij voor de laatstgenoemde de bedoeling was om niet zo lang hierna mee te stoppen. Bruce Gyngell die verantwoordelijk was voor televisie in Australië in 1956 werd de taak gegeven voor de start van de eerste programma's op het nieuwe televisiestation.
Op 16 oktober 1983 werd de televisiedienst uitgebreid door uitzendingen in Canberra en in de plaatsen Cooma en Goulburn in New South Wales. Gedurende deze periode werd de naam veranderd in Network 0-28. De nieuwe slagzin luidde: "Bringing the World Back Home", dat vrij vertaald, betekent 'de wereld bij jou thuis in de huiskamer brengen'. Toentertijd veranderde het station zijn naam in SBS op 18 februari 1985 en begon het met uitzendingen gedurende de gehele dag. Hierna breidde de zender haar uitzendgebied uit naar Brisbane, Adelaide, Newcastle, Wollongong en the Gold Coast
Op 5 januari 1986 beëindigde SBS de uitzendingen op VHF. Alhoewel veel Australiërs in deze periode nog geen UHF-antennes hadden, was SBS's VHF-licentie al met een jaar verlengd. Maar niet alle antennes functioneerden goed met de frequentie waarop werd uitgezonden.
In augustus 1986 werd door de regering wetsvoorstellen ingebracht waarmee SBS zou opgaan in de Australian Broadcasting Corporation, oftewel ABC. Dit voorstel kon op weinig bijval rekenen onder minderheidsgroeperingen. Hierdoor was de minister-president Bob Hawke genoodzaakt om in 1987 af te zien van de voorgestelde fusie van SBS met ABC. Het SBS jeugdorkest werd gelanceerd op augustus 1987 onder leiding van Matthew Krel.
In juli 1989 werden plannen doorgevoerd waarmee commerciële steungelden werden gereduceerd tot het minimum en kreeg SBS de status van onafhankelijke organisatie met zijn eigen karakter. Met de bekrachtiging van de 'special Broadcasting Service Act 1991 werd officieel van SBS een bedrijf gemaakt in 1991. Gedurende de vroege jaren 90, was de reikwijdte uitgebreid naar plaatsen zoals Latrobe Valley, Spencer Gulf en Darwin.
In 1992 werden de faciliteiten voor de productie van televisie- en radio-uitzendingen van SBS in Milsons Point verplaatst naar de nieuwe hoofdvestiging in Artarmon dat tevens gelegen is in New South Wales. De nieuwe hoofdvestiging werd officieel geopend in november 1993. De nieuwe televisiediensten werd in het begin ontvangen in Brisbane, Adelaide, Perth en Darwin.
Dit terwijl de eerder opgestarte stations 2EA en 3EA een naamsverandering kregen en werden omgedoopt in respectievelijk Radio Sydney en Radio Melbourne. De landelijke uitzendingen begonnen op een aparte frequentie in Sydney en Melbourne in juli in 1993. Gedurende 1996 werd de dekking van radio uitgebreid naar Hobart en Canberra, terwijl SBS TV verder uitbreidde met haar dekking naar de noord kust van New South Wales en Albury.
South Park, SBS' meest succesvolle televisieserie was voor het eerst te zien in het jaar 1998. Een time-delay-systeem werd geïnstalleerd voor Zuid-Australië in mei 1999, kort voor de oprichting van de Transmissiediensten-divisie. Een nieuwe Mediadivisie, die verantwoordelijk is voor de website van SBS, werd opgericht in het jaar 2000. Kijkcijfers bleven stijgen gedurende 2000 tot en met 2001.
In april 2003 werd er besloten voor SBS Radio in 4 talen niet meer uit te zenden, terwijl gelijkertijd in 4 nieuwe talen begonnen werd uit te zenden. Het aantal uitzendingen in het Kantonees, Mandarijn en Arabisch werd verhoogd.

## Radio- en televisiezenders

### SBS Radio
SBS Radio zendt uit in 68 talen in alle staten van Australië. Geschat wordt 13.500 uur aan programmering voor haar twee frequenties in Sydney en Melbourne, alsook voor haar nationale frequentie. Net zo als SBS TV, steunt SBS Radio op verschillende gelden vanuit de overheid. Ook verdient ze geld aan de door de overheid betaalde informatiespotjes en reclame.
In navolging van de kijkersenquête in 2003 werd een scala aan nieuwe programma's geïntroduceerd. Daarnaast werden programma's in vreemde talen uitgebreid.

### SBS Televisie
SBS TV heeft landelijke dekking. Een aanzienlijk deel van het ochtendprogramma wordt gewijd aan nieuwsuitzendingen vreemde talen. Ze laat ook veel buitenlandse programma's zien die ondertiteld zijn. Op SBS TV wordt gericht op buitenlands nieuws terwijl dit voor ABC en de commerciële zenders voornamelijk Australië is. Ook richt men zich met documentaires op internationale sport, waaronder voetbal en fietsen de voorkeur genieten.
Eind 2006 begon SBS met reclameblokken tijdens televisie-uitzendingen. De reden hiervoor was om meer gelden binnen te halen voor dramaseries en documentaires in niet-Engelse talen.
SBS zendt ongeacht het gebied onder de naam SBS uit.

#### Digitale televisie
Net zoals ABC Australië, is SBS een van de liberaalste netwerken als het gaat om de content van digitale uitzendingen. Sinds 2001 heeft SBS TV voor haar digitale programmering dekking in Sydney, Melbourne, Brisbane, Adelaide, Perth en Canberra
Daarnaast is er ook nog een tweede digitale zender die de SBS World News Channel heet. Deze werd gelanceerd in 2002. Deze zendt een mix aan buitenlandse nieuwsuitzendingen uit. Ongeacht de landelijke dekking door middel van digitaal terrestriale signalen, is het niet te ontvangen via in Optus Aurora satelliet platform.

### Programmering in vreemde talen
SBS is een van 's werelds grootste ondertitelaars van programma's. Deze zijn niet alleen voor de films op haar eigen kanaal, maar ook voor buitenlandse film en documentaire producenten van over de hele wereld. Diensten die worden verleend, zijn de vertaling van Engelse programma's in andere talen en vice versa en van vreemde talen naar andere vreemde talen.